# Dichotomius quadraticeps
Dichotomius quadraticeps är en skalbaggsart som beskrevs av Felsche 1901. Dichotomius quadraticeps ingår i släktet Dichotomius och familjen bladhorningar. Inga underarter finns listade i Catalogue of Life.